# 遮断 (水文学)
遮断（しゃだん、英語: interception）とは、森林において無機質土壌層に達する前に降水が林冠または林床に付着したのち蒸発したり、一部は植物体内に吸収されたりすることである。遮断は、森林地域における蒸発散の原因として、蒸散の次に主要なものである。
林冠における遮断を林冠遮断、林床における遮断を林床遮断という。

## 降雨遮断
降雨遮断（rainfall interception）とは、森林において降雨の一部が樹冠やリター層に捕捉されることである。このうち、樹冠における降雨遮断は樹冠遮断、リター層における降雨遮断はリター遮断という。
森林への降雨（林外雨）は、樹冠通過雨や樹幹流として林床に到達するものもあれば、樹冠から蒸発する（遮断損失）ものもある。林外雨量を{\displaystyle PD}、樹幹通過雨量を{\displaystyle T_{f}}、樹幹流量を{\displaystyle S_{f}}、遮断損失量を{\displaystyle L_{i}}とするとき、
{\displaystyle PD=T_{f}+S_{f}+L_{i}}
が成立する。
ここで、林外雨量{\displaystyle PD}に対して、樹幹通過雨量{\displaystyle T_{f}}の割合は70 - 80%程度、樹幹流量{\displaystyle S_{f}}の割合は概して10%以下、遮断損失量{\displaystyle L_{i}}の割合は、温帯林や熱帯林では10 - 20%程度である。
遮断損失量は、林外雨量から樹幹通過雨量、樹幹流量を減算することで求められる。また、遮断損失量は降雨強度の増大に伴い大きくなる。

## 降雪遮断
降雪遮断とは、森林において降雪の一部が樹冠に付着し、消失することである。
降雪遮断は、降雪遮断と比較して、降雪の貯留容量が大きく、貯留期間が長い。また、降雪遮断は、樹冠のアルベドにも影響を及ぼす。
日本では、樹木の雪害対策として降雪遮断の研究が進められてきた。一方、日本国外では遮断損失およびエネルギー収支の観点から研究が進められてきた。